# The School (banda norueguesa)
The School é uma banda de indie rock norueguês e post-punk revival de Trondheim, formada em 2004. Em janeiro de 2006, a banda lançou seu auto-produzido Mädchen EP. Ele estava disponível apenas em lojas locais. Ele contém quatro faixas e agora é vendido para fora. Os actos de libertação e viver levou Kong Tiki gravadora de Oslo para assinar a banda e lançar seu primeiro álbum em 11 de setembro de 2006, Espionage. Este álbum foi produzido em Stugudalen em Larsville estúdio por John Fryer, que é famosa por trabalhar com bandas como Depeche Mode, HIM e Nine Inch Nails. O álbum de estreia valeu uma nomeação para os Spellemannprisen (uma versão norueguesa dos Grammy Award) na categoria "Best Rock Album of the Year", tendo perdido para 120 Days.
Para promover o álbum, uma tentativa de marketing viral foi feita através de uma página escondida (veja ) de seu site bloqueado com um código secreto que pode ser encontrado em sua capa de CD do álbum. Uma faixa inédita chamada "Killing the Night" foi para download a partir desta página. A partir de 19 de março de 2008, a página já não está disponível e tem sido substituído por uma página de destino genérico FastPark.net.
Na primavera de 2008 a banda começou a gravar seu segundo álbum no Carriage House Studios. O álbum é intitulado Destructive Sounds e foi lançado em lojas de 8 setembro de 2008.

## Integrantes[1]
- Stig Førde Aarskog - vocal, guitarra
- Thor-Inge Hoddevik - guitarra
- Karl-Martin Hoddevik - baixo
- Andreas Kj. Elvenes - teclado, vocal suplente
- Puppy - bateria

## Discografia[1]

### EP
- Mädchen (2006)

### Álbuns de estúdio
- Espionage (2006)
- Destructive Sounds (2008)